# Konvokation
En konvokation (från latin convocare, "att kalla/komma samman", en översättning från grekiska ἐκκλησία ekklēsia), är en grupp av människor församlade för ett särskilt ändamål eller tillfälle, i allmänhet kyrkligt eller akademiskt.

## Olika betydelser

### Engelska kyrkan
I Engelska kyrkan (Church of England) har konvokation (convocation) varit benämning på ett slags synod eller kyrkoparlament, som sammanträdde på grund av kunglig skrivelse. De två ärkestiften Canterbury och York företräddes av var sin särskilda konvokation, ett system som 1920 ersattes av "Church Assembly" genom en ny lagstiftning 1919.

### Romersk-katolska kyrkan
Benämningen används inom romersk-katolska kyrkan för sammankomster för särskilt inbjudna för att avhandla och nå överenskommelser inom olika områden.

### Amerikanska universitet
Vid amerikanska universitet kan konvokation avse höstterminens första formella och högtidliga samling med de nya förstaårsstudenterna, då även nypromoverade lärare kan tilldelas utmärkelser.